# Rocco Siffredi
Rocco Siffredi, artiestennaam van Rocco Antonio Tano, (Ortona, 4 mei 1964) is een Italiaanse pornoster die later ging werken als regisseur en producer van pornofilms. Tot het jaar 2005 speelde hij in meer dan 1300 pornografische films. Hij heeft de carrières van pornosterren Nacho Vidal en Kelly Stafford gelanceerd.
De filmnaam van Siffredi is naar verluidt geïnspireerd op een figuur uit de film Borsalino uit 1970, "Roch Siffredi". Deze figuur werd gespeeld door Alain Delon. Siffredi staat ook bekend als De Italiaanse hengst, vanwege de afmetingen van zijn penis (22 centimeter).
Siffredi is in allerlei films verschenen. Zo speelde hij in eerste instantie in romantische avonturenfilms met thema's zoals "Tarzan". Zijn latere werk met John Stagliano's Evil Angel Video is in de Max Hardcore stijl. Deze films bevatten bdsm-scènes waarin Siffredi op vrouwen spuugt, hen slaat, hardhandig fellatio bedrijft, evenals plasseks. Deze films zijn gecensureerd in de Amerikaanse versies. Soms is Siffredi zelf het subject van dominante seksuele behandeling.
De producties die Siffredi regisseerde of waarin hij speelde worden door velen gezien als doorbraken in de hardcore porno. Veel van zijn films beginnen met liefdevolle, romantische scènes, maar eindigen met heftige anale seks.

## Pornocarrière
Siffredi ontmoette in 1984 in Frankrijk pornoacteur Gabriel Pontello tijdens een bezoek aan Club 106. De acteur introduceerde Siffredi aan producer Marc Dorcel en regisseur Michel Ricaud, die hem castte voor zijn eerste pornografische rol: “Attention fillettes” (Pas op kleine meisjes) in 1987, waar hij een anale scène deed. Siffredi nam toen afstand van porno en werkte een poos als model in de modebranche, maar keerde na twee jaar terug met behulp van pornoactrice Teresa Orlowski. Siffredi deed zowel pornofilms met een verhaal als POV, ook wel Gonzopornografie genoemd. Hij deed zowel normale scènes als extremere; met die laatste kreeg hij naamsbekendheid. Zijn psychologische intensiteit en atletische voorkomen zorgden voor erkenning en zelfs een soort cult-vorming. Door middel van samenwerking met John Stagliano’s Evil Angel studio en met zijn eigen, in Boedapest gestationeerde studio: Rocco Siffredi Produzioni werd “Rocco” een van de invloedrijkste en herkenbaarste persoonlijkheden in de porno-industrie.
Rocco was de tegenspeler in Sasha Greys debuut.
Siffredi's ruwe seksperformances bevatten handelingen als spugen, spanking, deepthroating, aan haren trekken en wurgseks. Ondanks dat dit soort taferelen steeds vaker voorkomen in de porno, steekt Siffredi er toch boven uit, en wordt hij meer dan andere acteurs geassocieerd met sadisme in seks en andere vormen van erotische vernedering. Hij verkeert zelf ook weleens in onderdanige posities, bijvoorbeeld als hij door meisjes met hun billen of voeten in het gezicht wordt geduwd. Ook met klappen in het gezicht lijkt hij geen moeite te hebben. In Rocco More than Ever in London 2 speelt hij zelfs als dragqueen. Verder staat hij bekend om de lovende woorden die hij over heeft voor zijn tegenspeelsters, tijdens scènes, en wordt daarom ook weleens romantisch genoemd. Actrice Bobbi Starr heeft over Rocco gezegd: “Elk meisje in de industrie die met hem is geweest zal je vertellen dat ze met hem dingen heeft gedaan die ze nooit met iemand anders zou doen.” Sprekend over zijn tegenspeelsters, zegt Siffredi, "Ik wil emotie zien...angst...spanning...dat hun ogen omhoog rollen van opwinding."
Siffredi’s meest iconische en beroemde optreden is misschien wel met Sidony Lamour in Sandy Insatiable (1995), waar hij haar hoofd in een doorspoelende wc duwt terwijl hij anale seks met haar heeft. In Rocco Ravishes LA spreekt Rocco over de scène en zegt dat het spontaan en met wederzijdse toestemming was.
Siffredi heeft met een paar actrices lang en veel samengewerkt: hij heeft een serie met Kelly Stafford gemaakt, een wereldtour met John Stagliano en had een mentorachtige relatie met Nacho Vidal. Hij staat er bekend om dat hij leden van de “Rocco Siffredi Fun Club” mee laat acteren in zijn films, en ook anonieme Europese mannen.
In Boedapest, Praag, Brazilië en Canada zocht Siffredi vrouwelijk talent.
Hoewel Tarzan X: Shame of Jane (oorspronkelijk Jungle Heat; 1995) anders is dan de meeste van zijn films is het een van zijn bekendste films. Zijn vrouw, Rosa Caracciolo, speelt ook in de film.
In juni 2004 verklaarde Siffredi dat hij zou stoppen met porno ‘for the sake of my kids’ en zich gaan richten op regie en productie. ‘Mijn kinderen groeien op en ik kom niet meer weg met: “pappa gaat naar z’n werk.” Ze willen meer weten.’
Over Siffredi's lange carrière zei Axel Braun: “Het probleem is dat hij jarenlang heeft geprobeerd een troonopvolger te vinden, maar dat is geen makkelijke taak. Hij dacht dat hij die had gevonden in Nacho Vidal, maar die ging toen zijn eigen weg.“ Siffredi was 5 jaar lang afwezig als acteur, maar door seksuele frustratie en teleurstelling als regisseur, met zijn mannelijk talent en de algehele porno-industrie, voelde hij zich geroepen tot een rentree als acteur in 2009.

## Rocco in de mainstreammedia
Siffredi is een van de weinige pornoacteurs die veel sympathie heeft weten op te wekken in de mainstreammedia. Ook heeft hij een grote schare fans onder homoseksuelen. In december 1990 had hij de eer te mogen poseren als centrefold model voor Playgirl. Op de voorkant van het blad stond: "At last! A centerfold to die for!"
In 1999 speelde hij in de controversiële Catherine Breillat film Romance. Zijn optreden werd gevolgd door nog een rol, geschreven door dezelfde regisseuse, in de film Anatomie de L’enfer (Anatomie van de hel; 2003), waar hij een homoseksuele man speelde die seksueel actief wordt met vrouwen. In beide films zitten echte seksscènes met Siffredi. Tegenspeelster Caroline Ducey meent geen seks met hem gehad te hebben, Rocco zegt van wel.
Siffredi's andere niet-pornografische, Italiaanse optredens:
- Televisiereclame voor Amica Chips, die veel stof deed opwaaien en uiteindelijk van de buis werd gehaald.
- Met zijn vrouw, Rosa, in televisiereclame voor “48248”, een sms-dienst.
- Als 'slachtoffer' in Scherzi a Parte, een soort Bananasplit.

## Privéleven

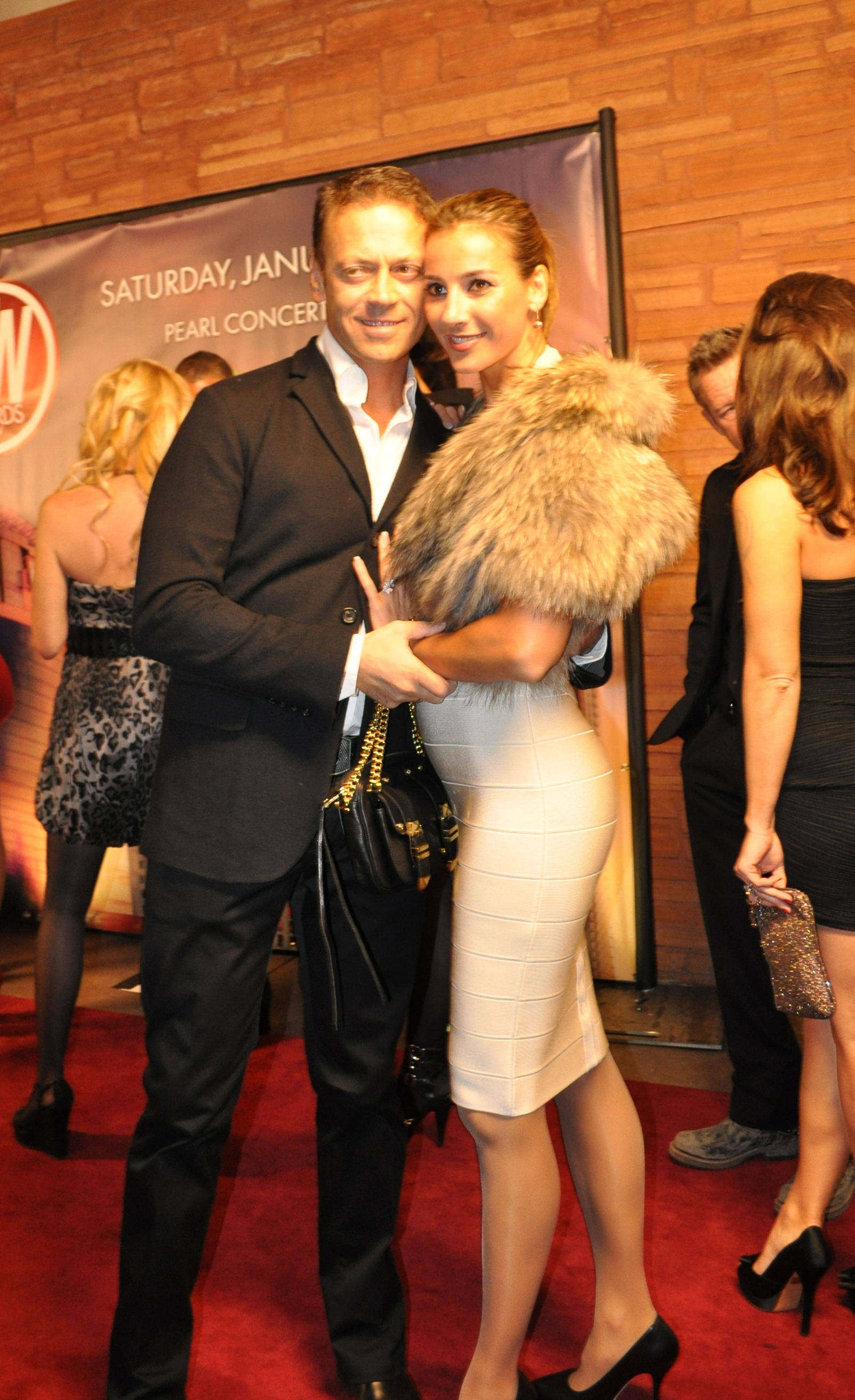
Siffredi met zijn vrouw Rosa Caracciolo

Siffredi is getrouwd met Rosa Caracciolo, die hij in 1993 ontmoette en die twee jaar later mee-acteerde in Shame of Jane. Samen hebben ze twee zonen. Over zijn terugkeer naar porno in 2009 zei hij: "Ik heb met mijn vrouw gesproken en zij zegt het geen probleem te vinden. ‘Jij hebt zelf besloten te stoppen, wij niet. Dus als je terug wilt, ga dan gewoon terug.’"

## Onderscheidingen
- AVN Hall of Fame
- XRCO Hall of Fame